# رضا طلبه
رضا طلبه یزدی (زاده ۲۶ فوریهٔ ۱۹۸۹) یک بازیکن فوتبال اهل ایران است.